# Baabdat
Ne doit pas être confondu avec Baabda.
Baabdat (en arabe : بعبدات, aussi transcrit Baabdath) est une localité du caza du Metn dans le Mont-Liban, à 22 km de Beyrouth à une altitude variant entre 800 et 1 050 mètres. La beauté du panorama, le climat plutôt tempéré et les majestueuses forêts des pins qui entourent la ville en font une destination estivale privilégiée pour échapper au climat chaud et humide qui prévaut en été à Beyrouth. La proximité de la ville de Broummana, l'une des plus célèbres stations estivales libanaises contribue à renforcer Baabdath comme destination touristique

## Démographie
Les habitants de Baabdat sont presque tous chrétiens, appartenant en majorité soit à l'Église maronite soit à l'Église catholique romaine et soit à l'église latine.

## Étymologie
Le nom de "Baabdat" provient des mots syriaques ou araméens, beit abdutha, qui signifient "maison de l'adoration". Le nom araméen se réfère à un ancien temple syriaque construit à l'époque des Phéniciens pour se dévouer aux anciennes divinités et mythologies canaanéennes[Quoi ?].

## Histoire
Quand le Liban faisait partie de l'Empire romain, Baabdat était un centre financier et économique pour le transport vers Beyrouth des bois de construction qui étaient surtout des cèdres et pins.

## Sfeïla
Sfeïla se trouve sous Baabdat (Al hara al soufla veut dire le quartier d'en bas) dont elle fait administrativement partie.
La famille qui comporte le plus grand nombre de personnes à Sfeila est la famille Bou Diwan.
À Sfeila on peut trouver l'église Saint-Élie ainsi qu'une caserne appartenant à l'armée libanaise où est stationnée maintenant la branche de génie de l'unité Moukefaha.

## Personnalités originaires de Baabdat
Baabdat est la ville natale de l'ancien président libanais Émile Lahoud, de l'homme politique Nassib Lahoud, de la réalisatrice et actrice Nadine Labaki et de l'artiste peintre et dessinateur Jean-Marc Nahas.
Baabdat est aussi le village natal de Naoum Labaki politicien et journaliste et de son fils le poète Salah Labaki.
Deux prêtres martyrisés et béatifiés sont natifs de Baatbat : Léonard Melki et Thomas Saleh, religieux capucins en mission en Turquie, tués par les Turcs pendant le génocide arménien et le génocide assyrien. Léonard fut tué à Mardin, le 11 juin 1915, et Thomas à Marache (aujourd'hui Kahramanmaraş), le 18 janvier 2017. Ils ont été béatifiés tous les deux le 4 juin 2022.

## Monuments religieux
Baabdat abrite un grand nombre de monuments religieux chrétiens, tels qu'églises antiques, monastères et couvents.
- Église Saint-Mammès, construite au XVIe siècle.

- Église latine Saint-Georges, construite au XVIIIe siècle.

- Église maronite Notre-Dame de la Délivrance, construite en 1851.

- L'Église grecque catholique Saint-Michel.

- Couvent de Saint-Antoine, achevé en 1900
- L'église de Saint-Élie achevé au XVIIe siècle
- Le couvent des Sœurs de la Charité-Besançon (1906)
- Le couvent des Sœurs des Saints-Cœurs Mar Charbel.